# Wilhelmietenklooster (Beveren)

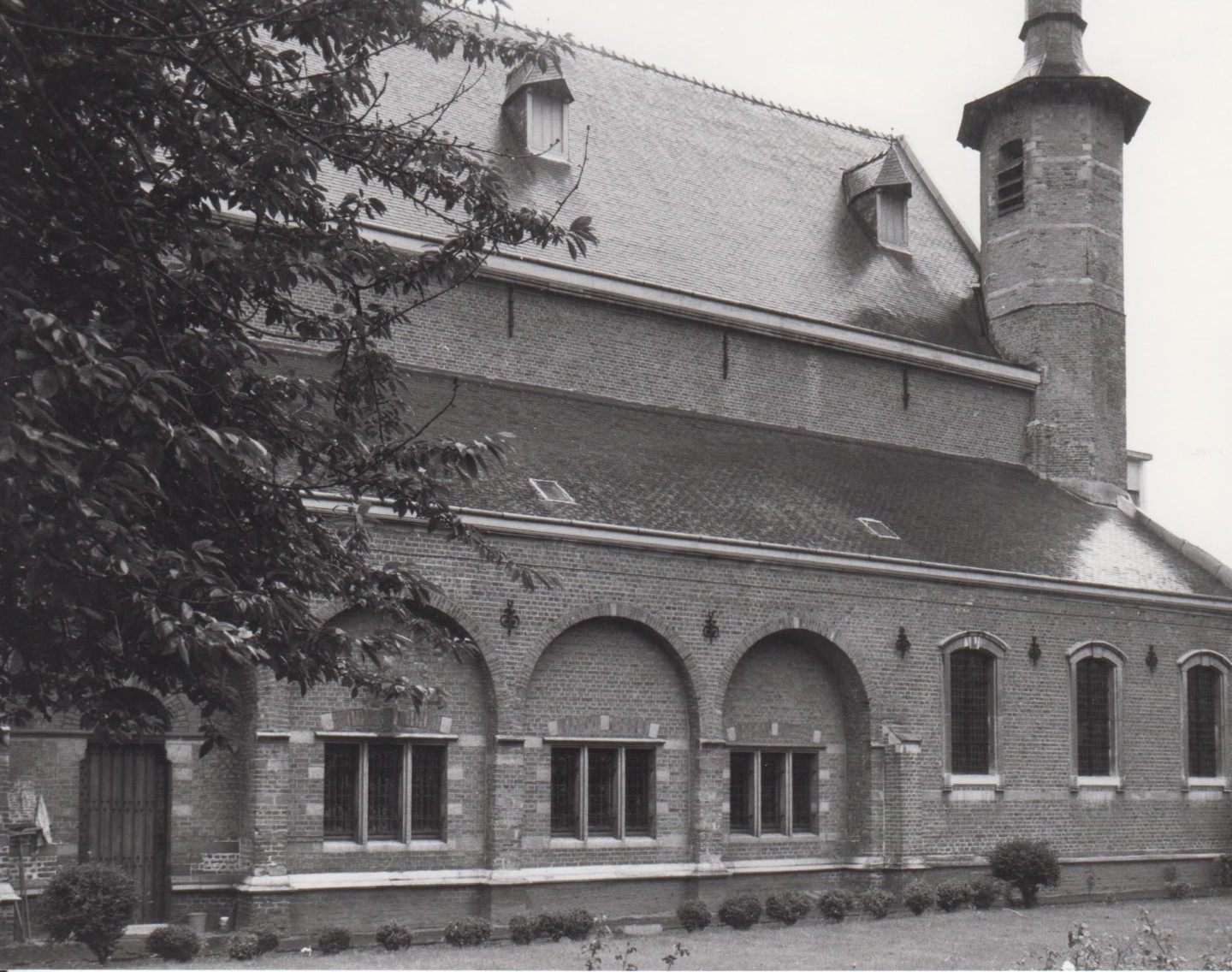
Kapel

Het Wilhelmietenklooster is een voormalig klooster in de Oost-Vlaamse plaats Beveren, gelegen aan de Kallobaan 1 en 3A.

## Geschiedenis
Aanvankelijk betrof het een klooster van de Congregatie van Onze-Lieve-Vrouw Presentatie, gesticht door Anna Piers. In 1694 kocht ze, samen met vier medezusters, een huis in de Vrasenestraaten de zusters gaven onderricht aan weesmeisjes in godsdienst en kantwerk. In 1723 werd het Hof ter Welle aangekocht, waar de congregatie tot 1881 was gehuisvest.
Het sinds 1461 bestaande Wilhelmietenklooster aan de Kloosterstraat werd in 1783 door keizer Jozef II afgeschaft. De gebouwen werden gesloopt en met het materiaal daarvan werd in 1807 een herenhuis in empirestijl gebouwd. Dit werd door de zusters aangekocht.
Achter dit huis werden in 1883 twee kloostervleugels opgetrokken en in 1886 kwam een kapel tot stand, naar ontwerp van August Van Assche. Deze kapel werd uitgevoerd in neobarokke stijl en hij wordt geflankeerd door een achtkant traptorentje van 1631, het enige overblijfsel van het voormalige Wilhelmietenklooster.
Verder is er nog een boerderij die uit de 18e eeuw stamt.
De zusters stichtten er de Onze-Lieve-Vrouw Presentatieschool, tegenwoordig is de Sint-Maarten Bovenschool in de gebouwen gevestigd.

## Herenhuis
Het herenhuis bezit nog een interieur in empirestijl. Er hangen nog enkele 16e- en 17e-eeuwse schilderijen, waaronder een Aanbidding der wijzen door Bernard van Orley.